# Селещинська сільська рада
Селещинська сільська рада — колишній орган місцевого самоврядування у Машівському районі Полтавської області з центром у c. Селещина.

## Населені пункти
Сільраді були підпорядковані населені пункти:
- c. Селещина
- с. Латишівка
- с. Сухоносівка
- с. Тимченківка